# Museo de los Volcanes
El Museo de los Volcanes era la sección de ciencias naturales del Museo de la Garrocha. Se encontraba en la torre Castanys, en el Parque Nuevo de Olot, y se centraba en la presentación del medio físico de La Garrocha incidiendo, por un lado, en los fenómenos sísmicos y vulcanológicos y, por el otro, en los principales ecosistemas de la comarca. Inaugurado el 1991, cerró sus puertas el 2022 con la apertura del Espai Cràter.

## Recorrido por el museo

### Terremotos y volcanes
El objetivo de la primera parte del recorrido es entender la naturaleza geológica de la tierra, las causas de los terremotos y de los volcanes y cuáles son las principales características del vulcanismo en nuestra tierra.
El recorrido empieza con una introducción sobre el origen y funcionamiento de los terremotos y volcanes, y sigue con la actividad sísmica y el vulcanismo de la Garrocha a través del estudio de los principales volcanes de la comarca. La exposición se complementa con un montaje audiovisual de ocho minutos de duración que nos habla de la actividad sísmica y volcánica de la zona y en el decurso de la cual el visitante puede vivir la simulación de un terremoto.
Las nuevas tecnologías también se han aplicado al conocimiento de los volcanes. Una de las novedades que se ha incorporado es un programa interactivo didáctico que descubre, a través de una pantalla táctil, las principales características de los volcanes: qué es un volcán y de qué partes consta, tipos de erupciones, etc. Aparte de mostrar los conceptos básicos de vulcanología, el programa permite explorar el vulcanismo de la Garrocha y relacionarlo con los conceptos aprendidos.

### Ecosistemas
La segunda parte está dedicada a explicar, mediante dioramas muy gráficos, las características de los principales ecosistemas de la Garrocha. Además de conocer cómo son los bosques de ribera, los hayedos, los robledales, los encinares, los prados y el medio urbano, se presenta la gran diversidad de especies animales y vegetales que habitan en ellos. La vegetación de la Garrocha es muy rica; existen más de 1400 especies de plantas superiores, algunas de gran valor botánico, y algunas que tienen aquí la única población mundial.
Si bien la vegetación de la Garrocha está constituida básicamente por el bosque, también están presentes otras comunidades. Los terrenos planos han sido transformados por el hombre en campos de conreo y pastos. Las formaciones arbustivas proliferan en los pastos y campos abandonados y en los bosques alterados. La suma de diferentes factores geológicos, biogeográficos y climáticos hace que la vegetación sea de una variedad extraordinaria. Encontramos desde vegetación mediterránea, representada por los encinares, hasta vegetación centroeuropea y atlántica, representada por los robledales de roble carvallo y los hayedos.

### Jardín botánico de vegetación olotense - Parc Nou
El jardín botánico de vegetación natural olotense, en el interior del Parc Nou, se presenta como una sala más del museo que nos muestra el bosque de robles (Quercus robur) y una gran diversidad de especies vegetales características de los robledales húmedos. Destaca especialmente la arboleda monumental que está formada por majestuosos robles de más de 250 años y 25 metros de alto, acompañados por bojes y acebos que alcanzan porte arbóreo.
La visita a las áreas de jardín botánico es libre. Un itinerario señalizado nos permite conocer el robledal y una gran diversidad de especies arbóreas, arbustivas y herbáceas características de la comarca. Las áreas de interés botánico están separadas de las zonas de recreo mediante unas vallas de boj. Unos pequeños portales dan acceso a un interesante recorrido por estas áreas, a lo largo del cual encontramos los árboles y otras especies vegetales con unas placas de identificación en las que figuran el nombre común, el nombre científico y la familia botánica a la cual pertenecen.
En este espacio encontramos: el jardín de plantas medicinales, un espacio hortícola, la estación meteorológica y el área del Parc Nou dedicada al recreo y que está formada por dos extensiones de hierba con árboles, una fuente, dos pequeños estanques, servicios y bar.